# 荣军农场
荣军农场是一个位于中华人民共和国黑龙江省黑河市嫩江市的农场，亦是黑龙江省农垦九三管理局所属的一个农场。
荣军农场建于1949年4月，由革命残疾军人组建而成。位于讷河市、嫩江市交界处。总面积200平方公里，下辖1个管理区、1个作业站、3个畜牧养殖区和5个场直企事业单位，总人口9863人，职工3667人。

## 行政区划
荣军农场下辖以下单位：
荣军场直社区、荣军农场第一管理区、荣军农场第二管理区、荣军农场第三管理区、荣军农场第四管理区和荣军农场第五管理区。